# Hemitheconyx
Hemitheconyx, es un género de geckos pertenecientes a la familia Gekkonidae. Se encuentra en el Oeste del África subsahariana (Benín, Burkina Faso, Camerún, Costa de Marfil, Malí, Níger, Nigeria, Etiopía, Somalia, Togo y Senegal). 
Estos geckos tienen un aspecto muy robusto, son terrestres y nocturnos, se encuentran en climas áridos.

## Especies
Se reconocen las siguientes:
- Hemitheconyx caudicinctus (Duméril, 1851)[3] - Gecko de cola gorda africano.
- Hemitheconyx taylori Parker, 1930[4] - Gecko de cola gorda de Taylor.